# Fabricación de Automóviles
Fabricación de Automóviles S.A. (bis 2001 FASA oder auch FASA-Renault), also Fahrzeugproduktions AG, heute nur noch Factoría Carrocería Montaje Valladolid Renault España als eine Tochtergesellschaft der Renault España, war bis zur Übernahme durch Renault ein Lizenzproduzent der Renault-Modelle im Spanien der Zeit nach dem Bürgerkrieg. Die Fahrzeuge von FASA-Renault prägten das Straßenbild im Spanien der Franco-Ära und in der Zeit danach bis weit in die 1980er Jahre.
Konkurrenten auf dem heimischen Markt waren allesamt Lizenznehmer bzw. Joint-Ventures ausländischer Unternehmen, u. a. von Fiat (in Spanien Seat), Citroën und Land Rover/Suzuki (in Spanien Santana (Metalúrgica de Santa Ana)). Während der Franco-Zeit machten hohe Zölle und winzige Importkontingente den Import ausländischer Neuwagen beinahe unmöglich; der spanische Markt für eigenständig entwickelte Produktlinien wäre hingegen klein gewesen.
Für die Region rund um Valladolid war das FASA-Renault-Werk in den 1950er Jahren im komplett zerstörten Nach-Bürgerkrieg-Spanien wegen der Arbeitsplätze ein Segen. Auch heute ist die Region stolz auf das Renault-Werk in Valladolid.
Heute unterhält Renault neben dem spanischen Stammwerk in Valladolid, in dem Motoren und Fahrzeuge produziert werden, die Werke in Palencia sowie in Sevilla, wo Getriebe montiert werden. Der Renault Modus wurde exklusiv im Werk Valladolid produziert. In Palencia läuft der Renault Mégane vom Band.

## Gründungsgeschichte
Im Jahr 1950 begann Renault, den Markt in Spanien mit dem FASA-Werk in Valladolid zu bedienen. Später folgten weitere Werke in Palencia und Sevilla. FASA wurde durch spanisches Privatkapital gegründet und dann in den folgenden Jahren ganz an Renault übergeben. Der Name FASA-Renault blieb bis zum Anfang des 21. Jahrhunderts, anschließend firmierte das Werk als ein fester Bestandteil der Renault España.

## Produktionsgeschichte

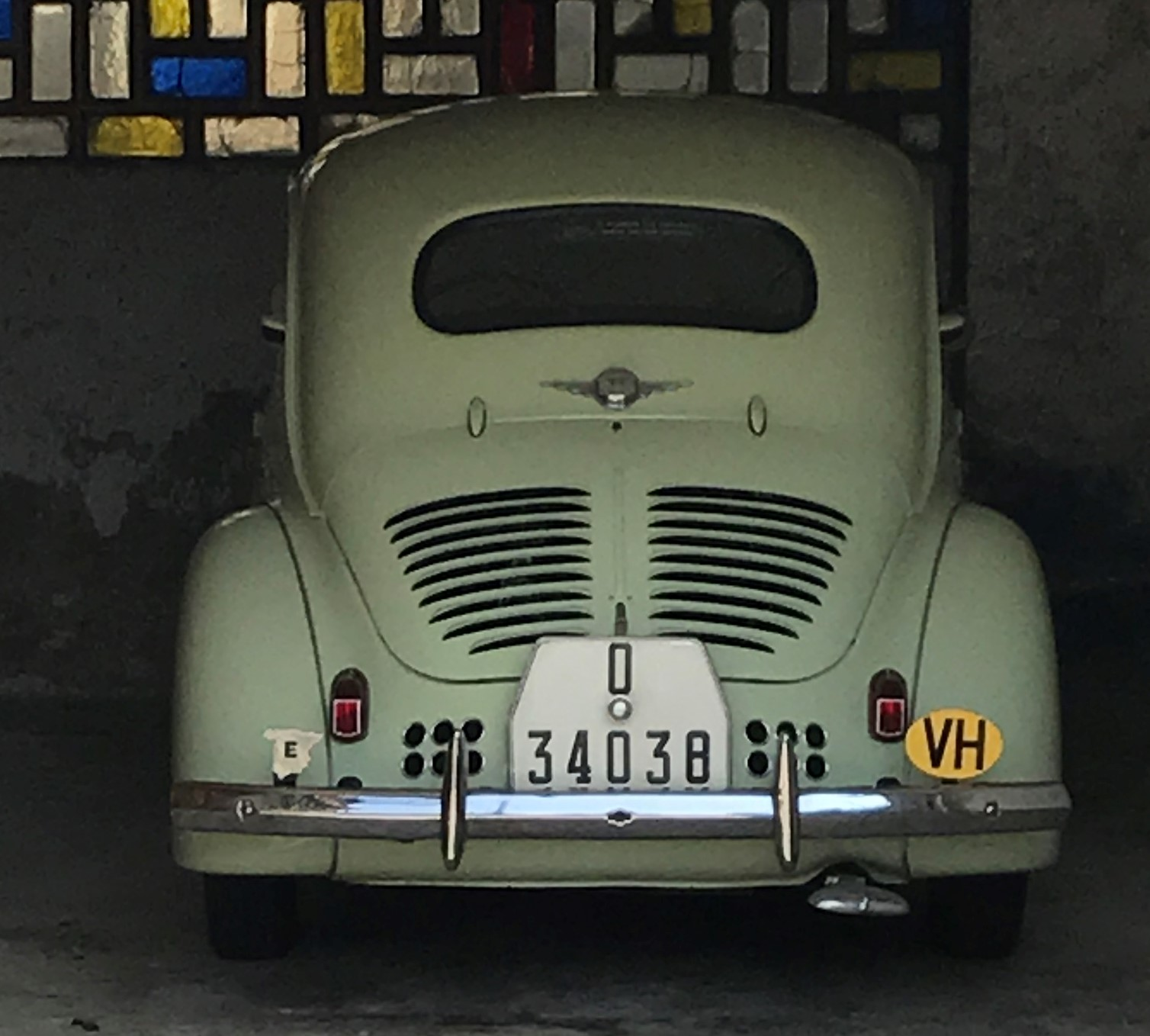
Renault 4/4 Heckansicht

FASA wurde 1950 von Manuel Jiménez Alfaro aus der Taufe gehoben. Trotz Widerständen des Franco-Regimes produzierte FASA in Valladolid von 1953 bis 1959 den Renault 4CV als Lizenzbau unter dem Namen Renault 4/4, von dem 26.294 Fahrzeuge vom Band liefen. Wesentliches optisches Unterscheidungsmerkmal zum französischen Original waren sechs chromgefasste Öffnungen, die sich am Heck links neben dem Kennzeichen befanden. Sie dienten der zusätzlichen Belüftung und waren in zwei horizontalen Reihen mit je drei Zügen angebracht.
1959 folgte auf den 4/4 die erwachsener wirkende Renault Dauphine. Mit dieser erreichte die Mittelklasse von Renault den spanischen Käufer. Auch die noble Version des Mittelklassemodells namens Renault Ondine wurde dort angeboten, sie zeigte klar die bessere Verarbeitung der Materialien. Die sportlicheren Dauphine-Modelle wurden ebenfalls verkauft, wie in Frankreich mit dem Zusatz „Gordini“, die auch das letzte Dauphine-Modell war, bevor der Typ 1967 eingestellt wurde.
Als Konkurrenz des auch in Spanien sehr beliebten und verkaufsstarken Citroën 2CV wurde in Valladolid von 1963 bis 1988 der Renault 4L gebaut. Das dort als „Cuatro latas“ bekannte Modell war ein großer Verkaufsschlager auf dem spanischen Markt.
1965 wandelte sich FASA kurz vor dem Verkaufsstart des Renault 8 in eine Konzerntochter von Renault unter Beibehaltung des Namens FASA-Renault. Im Dezember des Jahres 1965 erschien der R8 mit dem neuen „Sierra“-Motor auch in Spanien. Der Motor wurde mit diversen Modifikationen bis zum Twingo verwendet.

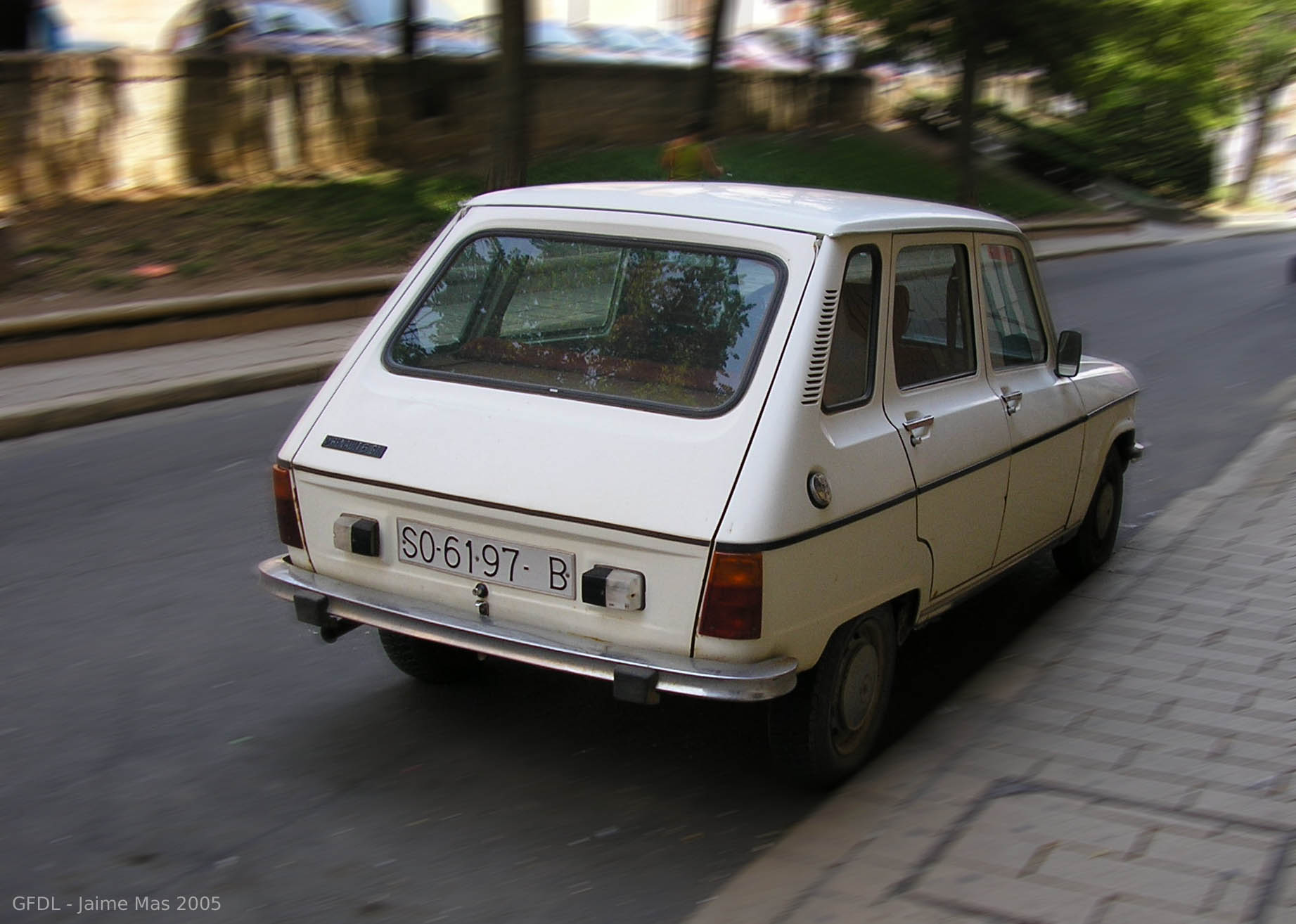
Renault 6 Heckansicht

Auf dem spanischen Markt war der R8 direkter Konkurrent für den Simca 1000, den dort Barreiros produzierte, sowie den SEAT 850 4P (4P steht für „cuatro puertas“, also Viertürer). Nach einem Facelift 1973 lief die R8-Produktion bis 1976 weiter, bis sie aus Konzerngründen eingestellt wurde. Die Verkaufszahlen hingegen sprachen definitiv für den R8. Die größere Version des R8 kam 1966 als Renault 10 auf den Markt, jedoch hielt sich dessen Erfolg sehr in Grenzen.
Von 1969 bis 1986 produzierte FASA den Renault 6, der technisch auf dem R 4 basierte und den Anspruch hatte, dessen luxuriöse Variante zu sein. Ab 1970 wurde eines der in Spanien bekanntesten Renault-Modelle produziert, der auch in Rumänien sowie der Türkei sehr populäre Renault 12. Dieser war im spanischen Markt Hauptkonkurrent zum SEAT 124/1430. Der R12 lief in Valladolid als Normal und S vom Band. 1975 änderte man die Nomenklatur in N, TL sowie TS um; der R12 war dann auch als Kombi erhältlich.

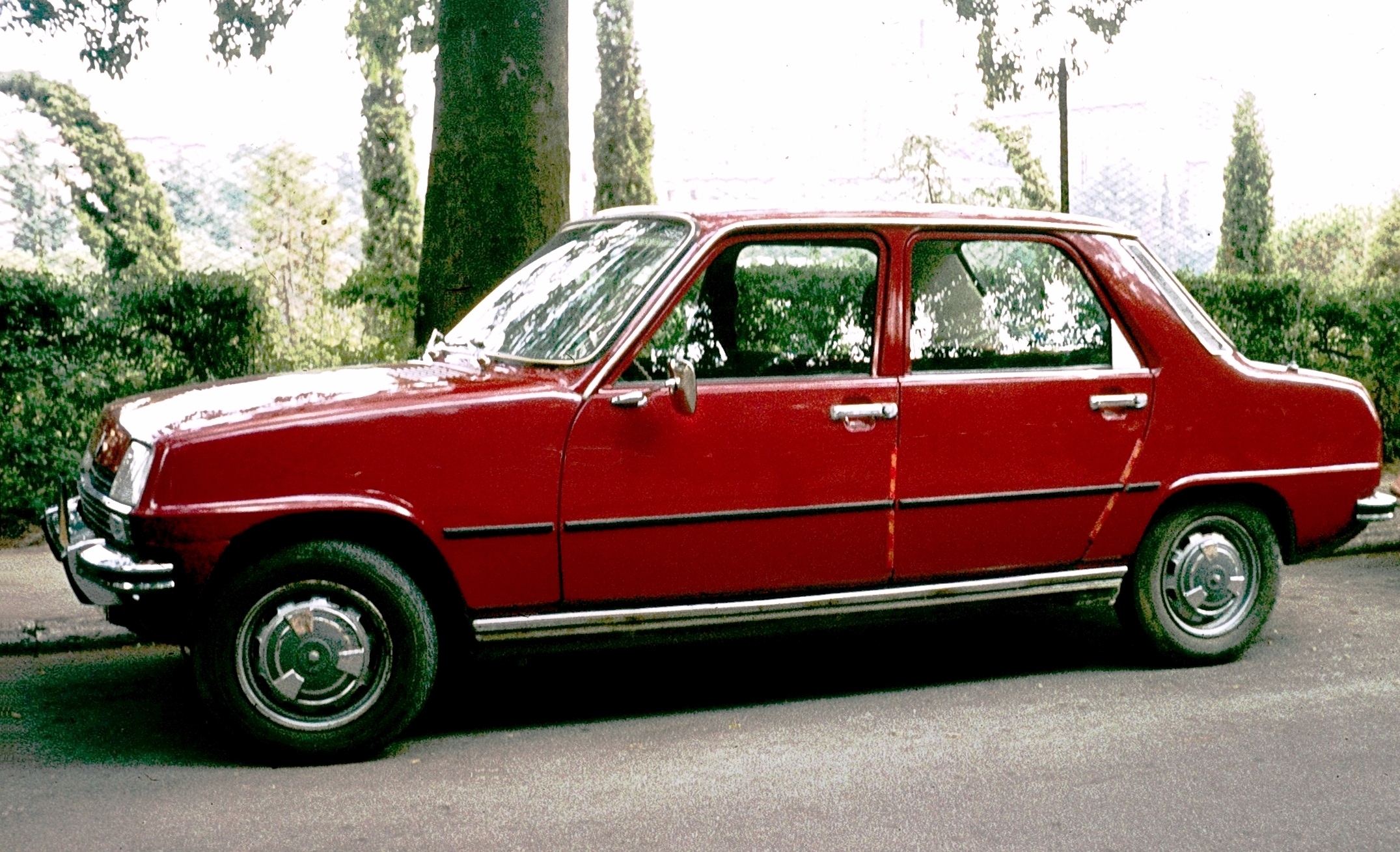
Renault 7

Fast zeitgleich startete 1972 die Produktion des Renault 5 in Spanien und Frankreich, der sich bis 1984 zur Ablösung durch den Renault 5 Supercinco (in Frankreich als Supercinq oder im restlichen Ausland als Superfive bekannt) sehr gut in Spanien verkaufte.
1974 wurde der in Spanien auch sehr beliebte Renault 7, auch bekannt als Renault Siete oder R-Siete, produziert, der eine viertürige Variante des R5 mit größeren Kofferraum war. Dieses Modell fand auf dem französischen Markt keine Entsprechung; dort kaufte man lieber größere viertürige Wagen.
Sehr erfolgreich waren neben dem Renault 5 Supercinco (1984) der R21 (1986), R9 (1982), R11 (1983), R18 (1978), Clio (1990), R19 (1988) und viele mehr.